# Draft 1970 de la NBA
1969 1971
La draft 1970 de la NBA est la 24e draft annuelle de la National Basketball Association (NBA), se déroulant en amont de la saison 1970-1971. Elle s'est tenue le 23 mars 1970 à New York. Cette draft se compose de 19 tours et 239 joueurs ont été sélectionnés,.
Les Braves de Buffalo, les Cavaliers de Cleveland et les Trail Blazers de Portland, nouvelles franchises de la ligue, participent à la draft pour la première fois, après avoir réalisé une draft d'expansion, leur permettant de sélectionner des joueurs d'autres franchises, non protégés.
Lors de cette draft, 17 équipes de la NBA choisissent à tour de rôle des joueurs évoluant au basket-ball universitaire américain. Un joueur qui a terminé son cursus de quatre ans à l’université est admissible à la sélection. Si un joueur quitte l’université plus tôt, il n'est pas éligible pour la sélection jusqu’à ce qu'il ait obtenu son diplôme. Les deux premiers choix de la draft se décident entre les deux équipes arrivées dernières de leur division l'année précédente, à l'issue d'un pile ou face. Les choix de premier tour restant et les choix de draft sont affectés aux équipes dans l'ordre inverse de leur bilan victoires-défaites lors de la saison 1969-1970.
Bob Lanier est sélectionné en premier choix lors de cette draft, par les Pistons de Détroit, en provenance des Bonnies de St. Bonaventure. Le titre de NBA Rookie of the Year est partagé pour la première fois de l'histoire de la ligue, entre Dave Cowens et Geoff Petrie,.
La classe de draft est réputée être une des meilleures de l'histoire. Sept joueurs ont été depuis intronisés au Basketball Hall of Fame en tant que joueurs : Bob Lanier, Pete Maravich, Dave Cowens, Calvin Murphy, Nate Archibald, Charlie Scott et Dan Issel. Issel a joué la majeure partie de sa carrière en ABA, avant de rejoindre la NBA et les Nuggets de Denver à la suite de la fusion des deux ligues. Trois membres de la liste des meilleurs joueurs du cinquantenaire de la NBA ont été sélectionnés cette année-là : Maravich, Cowens et Archibald. En outre, 12 joueurs issus de cette draft ont été All-Stars lors de leur carrière. Trois des joueurs sélectionnés en 1970 connaîtront une grande carrière d'entraîneur.

## Draft
| ^ | Signale un joueur qui a été intronisé au Basketball Hall of Fame                                                                |
| * | Signale un joueur qui a été sélectionné pour au moins un match annuel NBA All-Star Game et une récompense annuelle All-NBA Team |
| + | Signale un joueur qui a été sélectionné pour au moins un match annuel NBA All-Star Game                                         |
| R | Signale le joueur qui a remporté le titre de NBA Rookie of the Year                                                             |

### Premier tour
| Choix | Nom               | Position          | Nationalité | Équipe                             | Provenance                         |
| ----- | ----------------- | ----------------- | ----------- | ---------------------------------- | ---------------------------------- |
| 1     | Bob Lanier^       | Pivot             | États-Unis  | Pistons de Détroit                 | Bonnies de St. Bonaventure         |
| 2     | Rudy Tomjanovich+ | Ailier            | États-Unis  | Rockets de San Diego               | Wolverines du Michigan             |
| 3     | Pete Maravich^    | Arrière           | États-Unis  | Hawks d'Atlanta (de San Francisco) | Tigers de LSU                      |
| 4     | Dave Cowens^ R    | Ailier fort Pivot | États-Unis  | Celtics de Boston                  | Seminoles de Florida State         |
| 5     | Sam Lacey+        | Pivot             | États-Unis  | Royals de Cincinnati               | Aggies de New Mexico State         |
| 6     | Jim Ard           | Ailier fort Pivot | États-Unis  | SuperSonics de Seattle             | Bearcats de Cincinnati             |
| 7     | John Johnson+     | Ailier            | États-Unis  | Cavaliers de Cleveland             | Hawkeyes de l'Iowa                 |
| 8     | Geoff Petrie+ R   | Arrière           | États-Unis  | Trail Blazers de Portland          | Tigers de Princeton                |
| 9     | George E. Johnson | Pivot             | États-Unis  | Bullets de Baltimore (de Buffalo)  | Stephen F. Austin State University |
| 10    | Greg Howard       | Ailier fort Pivot | États-Unis  | Suns de Phoenix                    | Lobos du Nouveau-Mexique           |
| 11    | Jimmy Collins     | Arrière           | États-Unis  | Bulls de Chicago                   | Aggies de New Mexico State         |
| 12    | Al Henry          | Pivot             | États-Unis  | 76ers de Philadelphie              | Badgers du Wisconsin               |
| 13    | Jim McMillian     | Ailier            | États-Unis  | Lakers de Los Angeles              | Lions de Columbia                  |
| 14    | John Vallely      | Arrière           | États-Unis  | Hawks d'Atlanta                    | Bruins d'UCLA                      |
| 15    | John Hummer       | Ailier fort Pivot | États-Unis  | Braves de Buffalo (de Baltimore)   | Tigers de Princeton                |
| 16    | Gary Freeman      | Ailier fort       | États-Unis  | Bucks de Milwaukee                 | Beavers d'Oregon State             |
| 17    | Mike Price        | Arrière           | États-Unis  | Knicks de New York                 | Fighting Illini de l'Illinois      |

### Deuxième tour
| Choix | Nom             | Nationalité | Équipe                    | Provenance        |
| ----- | --------------- | ----------- | ------------------------- | ----------------- |
| 18    | Calvin Murphy^  | États-Unis  | Rockets de San Diego      | Niagara           |
| 19    | Nate Archibald^ | États-Unis  | Royals de Cincinnati      | UTEP              |
| 20    | Jake Ford       | États-Unis  | SuperSonics de Seattle    | Maryland State    |
| 21    | Rex Morgan      | États-Unis  | Celtics de Boston         | Jacksonville      |
| 22    | Doug Cook       | États-Unis  | Royals de Cincinnati      | Davidson          |
| 23    | Pete Cross      | États-Unis  | SuperSonics de Seattle    | San Francisco     |
| 24    | Cornell Warner  | États-Unis  | Braves de Buffalo         | Jackson State     |
| 25    | Walt Gilmore    | États-Unis  | Trail Blazers de Portland | Fort Valley State |
| 26    | Dave Sorenson   | États-Unis  | Cavaliers de Cleveland    | Ohio State        |
| 27    | Fred Taylor     | États-Unis  | Suns de Phoenix           | Pan American      |
| 28    | Paul Ruffner    | États-Unis  | Bulls de Chicago          | BYU               |
| 29    | Joe DePre       | États-Unis  | Suns de Phoenix           | St. John's        |
| 30    | Earnest Killum  | États-Unis  | Lakers de Los Angeles     | Stetson           |
| 31    | Dan Hester      | États-Unis  | Hawks d'Atlanta           | LSU               |
| 32    | Ken Warzynski   | États-Unis  | Pistons de Détroit        | De Paul           |
| 33    | Bill Zopf       | États-Unis  | Bucks de Milwaukee        | Duquesne          |
| 34    | Howie Wright    | États-Unis  | Knicks de New York        | Austin Peay       |

### Troisième tour
| Choix | Nom             | Nationalité | Équipe                    | Provenance                          |
| ----- | --------------- | ----------- | ------------------------- | ----------------------------------- |
| 35    | Curtis Perry    | États-Unis  | Rockets de San Diego      | SW Missouri State                   |
| 36    | Earl Higgins    | États-Unis  | Warriors de San Francisco | Eastern Michigan                    |
| 37    | Bob St. Pierre  | États-Unis  | Pistons de Détroit        | Hanover                             |
| 38    | Willie Williams | États-Unis  | Celtics de Boston         | Florida State                       |
| 39    | Greg Hyder      | États-Unis  | Royals de Cincinnati      | Eastern New Mexico                  |
| 40    | Garfield Heard  | États-Unis  | SuperSonics de Seattle    | Oklahoma                            |
| 41    | Surry Oliver    | États-Unis  | Cavaliers de Cleveland    | Stephen F. Austin State University  |
| 42    | Bill Cain       | France      | Trail Blazers de Portland | Iowa State University               |
| 43    | Chip Case       | États-Unis  | Braves de Buffalo         | Université de Virginie              |
| 44    | Greg McDivitt   | États-Unis  | Suns de Phoenix           | Ohio University                     |
| 45    | Lou Herndon     | États-Unis  | Bulls de Chicago          | Jackson State University            |
| 46    | Dennis Awtrey   | États-Unis  | 76ers de Philadelphie     | Santa Clara University              |
| 47    | Jim Hayes       | États-Unis  | Pistons de Détroit        | Université de Boston                |
| 48    | Vann Williford  | États-Unis  | Suns de Phoenix           | North Carolina State University     |
| 49    | Seaburn Hill    | États-Unis  | Bullets de Baltimore      | Arizona State University            |
| 50    | Marv Winkler    | États-Unis  | Bucks de Milwaukee        | Université de Louisiane à Lafayette |
| 51    | Al Williams     | États-Unis  | Knicks de New York        | Drake University                    |

### Autres joueurs majeurs draftés
| Choix | Nom            | Nationalité | Équipe             | Provenance            |
| ----- | -------------- | ----------- | ------------------ | --------------------- |
| 79    | George Johnson | États-Unis  | Bulls de Chicago   | Dillard               |
| 106   | Charlie Scott^ | États-Unis  | Celtics de Boston  | North Carolina        |
| 122   | Dan Issel^     | États-Unis  | Pistons de Détroit | Kentucky              |
| 205   | Randy Smith*   | États-Unis  | Pistons de Détroit | Buffalo State College |